# شسرال اوئست
شسرال اوئست (به لاتین: Chasseral Ouest) یک کوه در سوئیس است که در کانتون برن واقع شده‌است. شسرال اوئست ۱٬۵۵۲ متر بالاتر از سطح دریا واقع شده‌است.